# El Grau (Maçanet de Cabrenys)
Can Grau o el Graués un mas a uns tres quilòmetres del poble de Maçanet de Cabrenys (l'Alt Empordà).
Es tracta d'un edifici de planta baixa i pis, amb una gran porta d'accés d'arc de mig punt amb carreus ben tallats. El paredat de tota la construcció és de pedra i la coberta a dos vessants.
L'any 1170, pertanyia a Berenguer Guerau, junt amb el mas Dalmau i un altre que es deia Robau, formaven un veïnat anomenat Vilardelet. EI 1352, de Guillem Guerau; el 1526, de Lluís Sala; 1553, de Baldiri Sunyer; 1606 de Martí Sunyer; el 1689 de Francesc Sunyer, el 1700 de Pau Sunyer.